# القوة الطبية البلجيكية
المكون الطبي للقوات المسلحة البلجيكية (الهولندية: Medische Component والفرنسية: Composante MEDICALE) هو الخدمات الطبية للقوات المسلحة البلجيكية. الذي يوفر الدعم الطبي للقوات المسلحة البلجيكية وعملياتها، ويشارك في المساعدات الإنسانية، ويقدم بعض الخدمات للمجتمع المدني.

## التنظيم
المكون الطبي يتكون من الوحدات التالية:
- أمر الطبية التشغيلية (COMOPSMED)، وتقع في Evere.
- 4 مراكز طبية التشغيلية (CMO)، وتقع في بروكسل، Leopoldsburg، مارتش-EN-فامين وزيبروغ. هذه المراكز لديها عدد من ما يسمى هوائيات الطبية المتاحة لها، المنتشرة في المنطقة التي يتولون مسؤوليتها، وكذلك العناصر الطبية المتقدمة (EMA) من أجل ضمان الدعم الطبي للعمليات والتدريبات.
- 3 عناصر التدخل الطبي (EMI)، وتقع في Destelbergen، Ghlin واندين، والتي توفر وسائل النقل للجرحى فضلا عن الرعاية الطبية أكثر تخصصا في هذا المجال.
- A الطبية العنصر التدخل الفني (EMI للتكنولوجيا)، وتقع في نيفيل، والتي هي المسؤولة عن الإمدادات الطبية في بلجيكا وفي الخارج .
- المستشفى العسكري، نيدر الإفراط في Heembeek.

## المعدات

### الأسلحة
- FN GP
- فن فنك

### مركبات
- A109 الإخلاء الطبي أغستا
- جون ديري M-التمساح
- M113 الإسعاف
- MAN مأوى
- سيارات إسعاف 6X6 Pandur  [لغات أخرى]‏
- رينو شحن بريميوم
- تويوتا لاند كروزر
- يونيماج
- فولفو 10T
- فولفو الانتعاش
- فولكس واجن الإسعاف LT35
- ثلاجة البلازما فولفو (THERMOKING)
- جيب 4X4 بومباردييه
- فولفو 10T الشحن (6X4)
- سيارات إسعاف العابر فورد

## وصلات خارجية
- Official website of the Medical Component (in Dutch)
- Official website of the Medical Component (in French)